# Independência (álbum)
Independência é o segundo álbum da banda de rock brasileira Capital Inicial. Foi lançado em 1987.
O álbum marcou a entrada na banda do tecladista Bozo Barretti, que havia produzido o  álbum de estreia. Ao contrário do predecessor, que foi composto ao longo de três anos, as canções de Independência foram todas escritas em apenas um mês, à exceção de "Descendo o Rio Nilo", faixa-título do EP de estreia da banda, de "Fantasmas" e de "Prova". A capa do disco foi feita por Ico Ouro Preto, irmão do vocalista Dinho Ouro Preto. Segundo o Jornal do Brasil, o álbum vendeu mais de 170 mil cópias.

## Faixas
1. "Independência" (Dinho Ouro Preto, Loro Jones, Bozzo Barretti, Flávio Lemos, Fê Lemos)
2. "Autoridades" (Dinho Ouro Preto, Loro Jones, Bozzo Barretti, Flávio Lemos, Fê Lemos)
3. "Palavras ao Vento" (Dinho Ouro Preto, Loro Jones, Bozzo Barretti, Flávio Lemos, Fê Lemos)
4. "Por Que Nós Ficamos Juntos" (Dinho Ouro Preto, Loro Jones, Bozzo Barretti, Flávio Lemos, Fê Lemos)
5. "Arrepio" (Dinho Ouro Preto, Loro Jones, Bozzo Barretti, Flávio Lemos, Fê Lemos)
6. "Espelho no Elevador" (Dinho Ouro Preto, Loro Jones, Bozzo Barretti, Flávio Lemos, Fê Lemos)
7. "Fantasmas" (Loro Jones, Eduardo de Moraes)
8. "Descendo o Rio Nilo" (Dinho Ouro Preto, Loro Jones, Flávio Lemos, Fê Lemos)
9. "Prova" (Dinho Ouro Preto, Loro Jones, Bozzo Barretti, Flávio Lemos, Fê Lemos)
10. "Vem Bater no Meu Tambor (Rotina Positiva)" (Dinho Ouro Preto, Loro Jones, Bozzo Barretti, Flávio Lemos, Fê Lemos)

## Formação
- Dinho Ouro Preto - vocal e guitarra
- Loro Jones - guitarra, violão e vocais
- Flávio Lemos - baixo elétrico
- Fê Lemos - bateria
- Bozo Barretti - teclados e vocais

## Músicos Convidados
- João Barone: percussão em "Vem Bater no Meu Tambor"
- George Israel: sax em "Independência"
- Everson Cândido: vocais de apoio em "Arrepio"